# Tumidiclava simplicis
Tumidiclava simplicis är en stekelart som beskrevs av Lin 1991. Tumidiclava simplicis ingår i släktet Tumidiclava och familjen hårstrimsteklar. Inga underarter finns listade i Catalogue of Life.